# Interférences par une lame d'air
 (février 2024).
Si vous disposez d'ouvrages ou d'articles de référence ou si vous connaissez des sites web de qualité traitant du thème abordé ici, merci de compléter l'article en donnant les références utiles à sa vérifiabilité et en les liant à la section « Notes et références ».

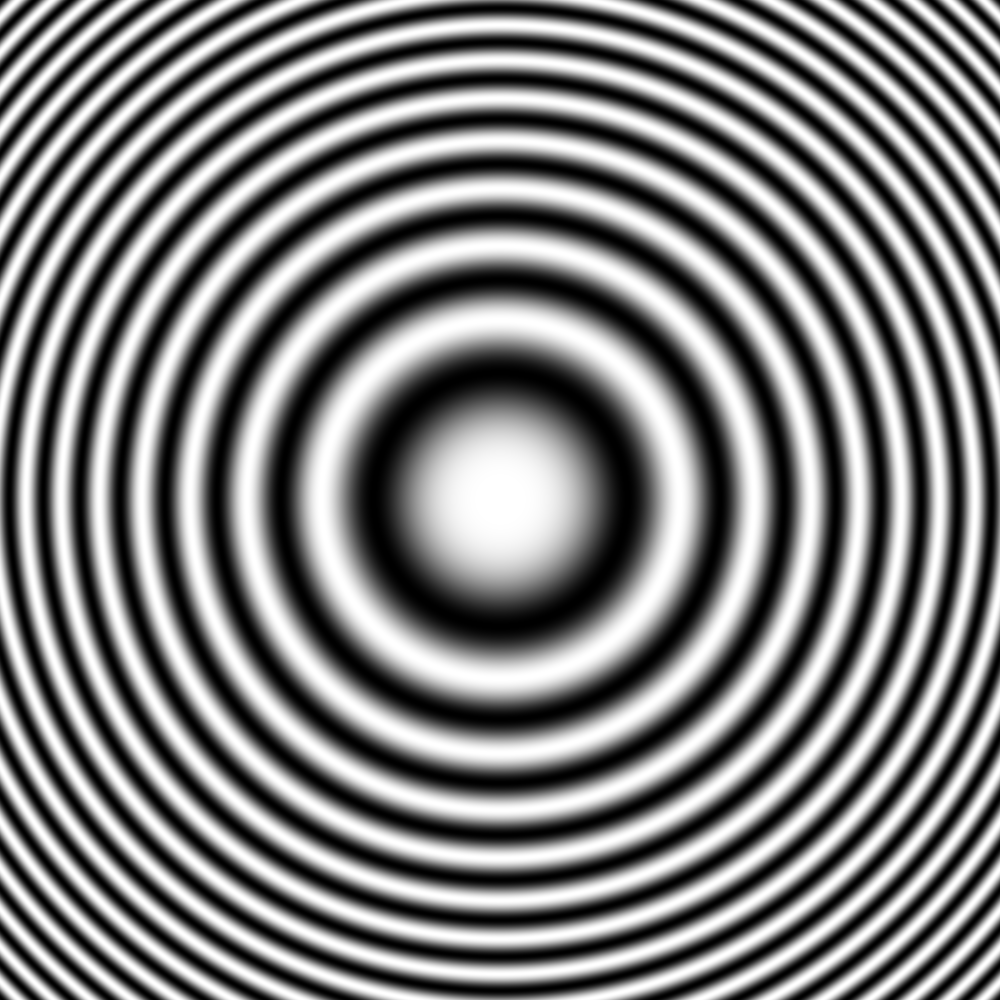
Anneaux d'Haidinger : figure d'interférences obtenue avec un interféromètre de Michelson réglé en lame d'air.

Les interférences par une lame d'air sont un phénomène d'interférences obtenu lorsque de la lumière traverse deux lames semi-réfléchissantes séparées par de l'air. On peut reproduire la situation notamment avec un interféromètre de Michelson configuré en lame d'air, c'est-à-dire dont les deux miroirs sont perpendiculaires entre eux et aux axes de l'appareil mais dont les distances au centre de l'interféromètre sont différentes. L'ensemble du dispositif est alors équivalent à une lame d'air fictive observée par réflexion et dont l'épaisseur serait égale à la différence des distances au centre. 

## Conditions d'interférence constructive
Si l'on appelle :

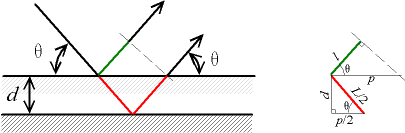
Lame d'air équivalente à un interféromètre de Michelson réglé en lame d'air.

- θ le complémentaire de l'angle d'incidence (c'est-à-dire l'angle entre le rayon et la surface)
- L le chemin parcouru par le rayon entre les deux miroirs ;
- {\displaystyle \ell } le chemin parcouru par le rayon réfléchi par le premier miroir entre la réflexion et le plan du front d'onde du rayon émergeant de l'entre-miroirs ;
- p la distance séparant le point d'entrée et le point de sortie du rayon parcourant l'inter-miroirs ;

alors on a deux triangles rectangles, qui permettent de déterminer par les relations trigonométriques que :
{\displaystyle d={\frac {L}{2}}\sin \theta }
{\displaystyle \tan(\theta )={\frac {2d}{p}}}
{\displaystyle \ell =p\cos \theta }
soit
{\displaystyle L={\frac {2d}{\sin \theta }}}
{\displaystyle p={\frac {2d}{\tan \theta }}}
{\displaystyle \ell ={\frac {2d\cos ^{2}\theta }{\sin \theta }}}
La différence de chemin optique δ entre ces deux rayons est donc
{\displaystyle \delta =L-\ell ={\frac {2d}{\sin \theta }}(1-\cos ^{2}\theta )=2d\sin \theta }
Les rayons étant parallèles, ils se rencontrent « à l'infini » (c'est-à-dire après quelques mètres à l'échelle optique). Les interférences seront constructives si le déphasage entre les ondes est un multiple entier de 2π radians, c'est-à-dire si la différence de marche est un multiple entier de la longueur d'onde λ. On verra donc un maximum d'intensité dans les directions θ vérifiant :
{\displaystyle 2d\sin \theta =n\lambda ,\,n\in \mathbb {Z} }
où n est un nombre entier appelé « ordre d'interférence ».